# Le Chouchou de l'asile
Pour plus de détails, voir Fiche technique et Distribution.
Le Chouchou de l'asile (ressorti en vidéo sous le titre Comment se faire virer de l'hosto) est un film français réalisé par Georges Cachoux, sorti en 1979.

## Synopsis
Un ex pensionnaire de l'asile psychiatrique prétend d'être le fils du Führer.

## Fiche technique
- Titre : Le Chouchou de l'asile
- Titre alternatif : Comment se faire virer de l'hosto (utilisé pour la sortie du film en vidéo)
- Réalisation : Georges Cachoux
- Scénario : Georges Cachoux
- Photographie : Jean-Jacques Renon
- Montage: Gérard Le Du
- Musique :
- Décors :
- Son :
- Directeur de production : Hugo Benedek
- Producteur : Georges Cachoux, Jacques Nivelle
- Pays d'origine :  France
- Langue : Français
- Format : Couleur — 35 mm — 1,66:1 — Son : Mono
- Genre : Comédie
- Durée : 88 minutes (1 h 28)
- Dates de sortie : 
  -  France : 3 janvier 1979

## Distribution
- Michel de Reichter : Adolpho, fils du Führer
- André Chazel : Le diablotin chef
- Georges Cachoux : Le diable / Le directeur de l'asile
- Jacques Nivelle : L'infirmier chef
- Norbert Ciret : Le second fils d'Hitler
- André Quillet : Hitler
- Brigitte Lahaie : L'infirmière chef
- Michel Gallon : L'officier de la gestapo
- Gégé Boussetti : Guering in co
- Martine Ginsburger : Une infirmière
- Gérard Lauzier : Un ouvrier
- Martine Freemkamp : Une infirmière
- Marie-France Genoud : L'infirmière
- Gilbert Servien : Un homme de la gestapo
- Daniel Derval : Le fils de Mussolini